# John Barrow
För kongressledamoten i USA se John Barrow (politiker).
John Barrow, född 19 juni 1764, död 23 november 1848, var en brittisk diplomat och geograf.
Efter att ha förvärvat sig nautiska insikter anställdes han hos George Macartney såsom handsekreterare, följde denne på ambassaden till Kina och studerade därunder med stort intresse detta land och dess folk och språk, varefter han publicerade Travels in China (1804). Han besökte därefter, fortfarande som Macartneys sekreterare, Sydafrika, där han fick i uppdrag att medla mellan boerna och ursprungsbefolkningen, i vilket sammanhang han företog en mycket omfattande resa med betydande geografiska resultat, vilka han beskrev i Travels in the Interior of Southern Africa (1801–04).
Efter återkomsten till England blev han 1804 andre sekreterare i amiralitetet och verkade under fyrtio år för den brittiska arktisforskningen, genom att stödja upptäcktsresor, till vilka han själv delvis uppgjorde planen (såsom till William Edward Parrys, John Franklins och Frederick William Beecheys resor). Han deltog i stiftandet av Royal Geographical Society 1830, vars vicepresident han förblev till sin död. Han upphöjdes till baronet 1835 och utgav sin Autobiography 1847.